# Tom Waes
Tom Yvo Adrien Waes (ur. 7 listopada 1968 w Antwerpii) – belgijski (flamandzki) aktor i reżyser, mistrz oraz były i pierwszy rekordzista Belgii w skokach narciarskich.

## Życiorys
Tom Waes zdobył popularność dzięki audycjom telewizyjnym o charakterze komediowym bądź show. Zagrał również rolę w filmie Erica Van Looya De Zaak Alzheimer. Od 6 kwietnia 2008 prowadzi program Tomtesterom, którego tematem są różne trudne do wykonania zadania. M.in. w związku z programem w 2010 powstała piosenka „Dos cervezas” („Dwa piwa”), która osiągnęła 1. miejsce na flamandzkiej liście przebojów i otrzymała status złotego singla.
W 2012 na potrzeby programu Tomtesterom Tom Waes postanowił oddać oficjalny skok na nartach, czego wcześniej nie uczynił żaden Belg. W związku z tym zarejestrował się jako zawodnik w bazie Międzynarodowej Federacji Narciarskiej i przy okazji lokalnych zawodów dzieci i młodzieży na skoczni K-25 w austriackim Wörgl oddał skok, którego odległość ustalono ostatecznie na 14 metrów i otrzymał złoty medal mistrzostw Belgii. Rekord został uznany przez Belgijską Federację Narciarską. Wkrótce później rekord pobijany był przez inne osoby.

## Życie prywatne
Ma trójkę dzieci, mieszka w Antwerpii.